# Beatrix Eypeltauer

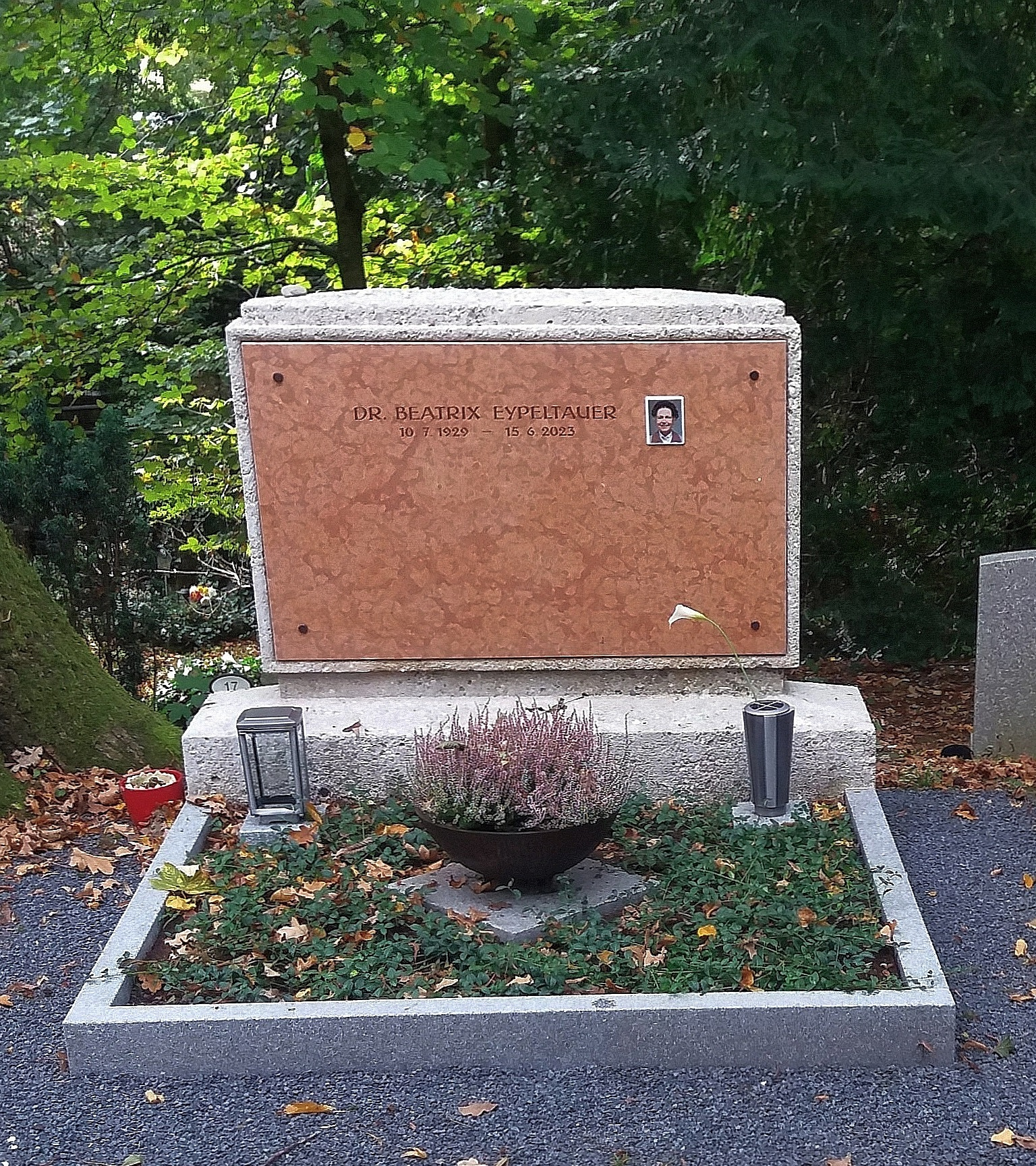
Urnenhain Linz-Urfahr, Grab von Beatrix Eypeltauer

Beatrix Eypeltauer (* 10. Juli 1929 als Beatrix Koref in Linz; † 15. Juni 2023) war eine österreichische Juristin und Politikerin (SPÖ).

## Leben
Nach dem Studium der Rechtswissenschaften an der Universität Wien (Promotion 1952) trat Eypeltauer 1953 in den Konzeptsdienst des Landes Oberösterreich ein und war in der Finanzabteilung der Bezirkshauptmannschaft Urfahr-Umgebung tätig. Zuletzt war sie dort wirklicher Hofrat. 

### Politik
Von 1966 bis 1972 war sie, neben ihrer Tätigkeit in der Bezirkshauptmannschaft Urfahr-Umgebung, zudem Vizepräsidentin des Verbandes der Akademikerinnen Österreichs und zwischen 1964 und 1970 war sie Vorsitzende seines oberösterreichischen Landesverbandes.
Zwischen 1975 und 1983 war Beatrix Eypeltauer für die Sozialdemokratische Partei Österreichs Abgeordnete zum Nationalrat. Unter Bruno Kreisky wurde sie 1979 Staatssekretärin im Bundesministerium für Bauten und Technik und war auch in den nachfolgenden Kabinetten in dieser Position bis zu ihrer Pensionierung 1987 tätig.
Sie war Mitglied des Landesvorstandes des Bund Sozialistischer Akademiker Oberösterreich und Mitglied des Bezirksvorstandes der SPÖ Linz/Stadt. Ferner war sie 1975 bis 1987 die Präsidentin der oberösterreichischen Mietervereinigung.

### Familie
Beatrix Eypeltauer war die Tochter des Politikers Ernst Koref und der Schauspielerin und Dramatikerin Elmire Koref.
Sie heiratete 1953 und hat mit ihrem Mann zwei Kinder. Ihre Tochter wurde 1956, ihr Sohn 1959 geboren. Ihr Enkelsohn ist der Politiker Felix Eypeltauer.
Beatrix Eypeltauer starb am 15. Juni 2023 im Alter von 93 Jahren und wurde im Urnenhain Urfahr bestattet.